# Roszada Pama-Krabbégo
Roszada Pama-Krabbégo – roszada wymyślona w 1972 roku niezależnie przez Jeana-Luca Sereta i Maxa Pama i opublikowana w 1974 przez Tima Krabbégo. Polega na przesunięciu króla z pola e1 (białe) lub e8 (czarne) na pole e3 (białe) lub e6 (czarne) oraz wypromowanej uprzednio wieży (przed wykonaniem nią innego ruchu) na e2 (białe) lub e7 (czarne). Oznaczana jest symbolem O-O-O-O (na wzór O-O i O-O-O) i bywa używana w żartobliwych kompozycjach szachowych.
Tim Krabbé twierdził później, że Międzynarodowa Federacja Szachowa (FIDE) zmieniła zasady w 1974, aby „zdelegalizować” tę roszadę, jednak w rzeczywistości od 1930 jej przepisy zezwalają na przestawienie króla i wieży wyłącznie w tym samym rzędzie (fr. traverse).
|   | a                                   | b                                   | c                                   | d                                   | e                                   | f                                   | g                                   | h                                   |   |
| 8 | e7 – Biały pionek · e1 – Biały król | e7 – Biały pionek · e1 – Biały król | e7 – Biały pionek · e1 – Biały król | e7 – Biały pionek · e1 – Biały król | e7 – Biały pionek · e1 – Biały król | e7 – Biały pionek · e1 – Biały król | e7 – Biały pionek · e1 – Biały król | e7 – Biały pionek · e1 – Biały król | 8 |
| 7 | e7 – Biały pionek · e1 – Biały król | e7 – Biały pionek · e1 – Biały król | e7 – Biały pionek · e1 – Biały król | e7 – Biały pionek · e1 – Biały król | e7 – Biały pionek · e1 – Biały król | e7 – Biały pionek · e1 – Biały król | e7 – Biały pionek · e1 – Biały król | e7 – Biały pionek · e1 – Biały król | 7 |
| 6 | e7 – Biały pionek · e1 – Biały król | e7 – Biały pionek · e1 – Biały król | e7 – Biały pionek · e1 – Biały król | e7 – Biały pionek · e1 – Biały król | e7 – Biały pionek · e1 – Biały król | e7 – Biały pionek · e1 – Biały król | e7 – Biały pionek · e1 – Biały król | e7 – Biały pionek · e1 – Biały król | 6 |
| 5 | e7 – Biały pionek · e1 – Biały król | e7 – Biały pionek · e1 – Biały król | e7 – Biały pionek · e1 – Biały król | e7 – Biały pionek · e1 – Biały król | e7 – Biały pionek · e1 – Biały król | e7 – Biały pionek · e1 – Biały król | e7 – Biały pionek · e1 – Biały król | e7 – Biały pionek · e1 – Biały król | 5 |
| 4 | e7 – Biały pionek · e1 – Biały król | e7 – Biały pionek · e1 – Biały król | e7 – Biały pionek · e1 – Biały król | e7 – Biały pionek · e1 – Biały król | e7 – Biały pionek · e1 – Biały król | e7 – Biały pionek · e1 – Biały król | e7 – Biały pionek · e1 – Biały król | e7 – Biały pionek · e1 – Biały król | 4 |
| 3 | e7 – Biały pionek · e1 – Biały król | e7 – Biały pionek · e1 – Biały król | e7 – Biały pionek · e1 – Biały król | e7 – Biały pionek · e1 – Biały król | e7 – Biały pionek · e1 – Biały król | e7 – Biały pionek · e1 – Biały król | e7 – Biały pionek · e1 – Biały król | e7 – Biały pionek · e1 – Biały król | 3 |
| 2 | e7 – Biały pionek · e1 – Biały król | e7 – Biały pionek · e1 – Biały król | e7 – Biały pionek · e1 – Biały król | e7 – Biały pionek · e1 – Biały król | e7 – Biały pionek · e1 – Biały król | e7 – Biały pionek · e1 – Biały król | e7 – Biały pionek · e1 – Biały król | e7 – Biały pionek · e1 – Biały król | 2 |
| 1 | e7 – Biały pionek · e1 – Biały król | e7 – Biały pionek · e1 – Biały król | e7 – Biały pionek · e1 – Biały król | e7 – Biały pionek · e1 – Biały król | e7 – Biały pionek · e1 – Biały król | e7 – Biały pionek · e1 – Biały król | e7 – Biały pionek · e1 – Biały król | e7 – Biały pionek · e1 – Biały król | 1 |
|   | a                                   | b                                   | c                                   | d                                   | e                                   | f                                   | g                                   | h                                   |   |

|   | a                                  | b                                  | c                                  | d                                  | e                                  | f                                  | g                                  | h                                  |   |
| 8 | e8 – Biała wieża · e1 – Biały król | e8 – Biała wieża · e1 – Biały król | e8 – Biała wieża · e1 – Biały król | e8 – Biała wieża · e1 – Biały król | e8 – Biała wieża · e1 – Biały król | e8 – Biała wieża · e1 – Biały król | e8 – Biała wieża · e1 – Biały król | e8 – Biała wieża · e1 – Biały król | 8 |
| 7 | e8 – Biała wieża · e1 – Biały król | e8 – Biała wieża · e1 – Biały król | e8 – Biała wieża · e1 – Biały król | e8 – Biała wieża · e1 – Biały król | e8 – Biała wieża · e1 – Biały król | e8 – Biała wieża · e1 – Biały król | e8 – Biała wieża · e1 – Biały król | e8 – Biała wieża · e1 – Biały król | 7 |
| 6 | e8 – Biała wieża · e1 – Biały król | e8 – Biała wieża · e1 – Biały król | e8 – Biała wieża · e1 – Biały król | e8 – Biała wieża · e1 – Biały król | e8 – Biała wieża · e1 – Biały król | e8 – Biała wieża · e1 – Biały król | e8 – Biała wieża · e1 – Biały król | e8 – Biała wieża · e1 – Biały król | 6 |
| 5 | e8 – Biała wieża · e1 – Biały król | e8 – Biała wieża · e1 – Biały król | e8 – Biała wieża · e1 – Biały król | e8 – Biała wieża · e1 – Biały król | e8 – Biała wieża · e1 – Biały król | e8 – Biała wieża · e1 – Biały król | e8 – Biała wieża · e1 – Biały król | e8 – Biała wieża · e1 – Biały król | 5 |
| 4 | e8 – Biała wieża · e1 – Biały król | e8 – Biała wieża · e1 – Biały król | e8 – Biała wieża · e1 – Biały król | e8 – Biała wieża · e1 – Biały król | e8 – Biała wieża · e1 – Biały król | e8 – Biała wieża · e1 – Biały król | e8 – Biała wieża · e1 – Biały król | e8 – Biała wieża · e1 – Biały król | 4 |
| 3 | e8 – Biała wieża · e1 – Biały król | e8 – Biała wieża · e1 – Biały król | e8 – Biała wieża · e1 – Biały król | e8 – Biała wieża · e1 – Biały król | e8 – Biała wieża · e1 – Biały król | e8 – Biała wieża · e1 – Biały król | e8 – Biała wieża · e1 – Biały król | e8 – Biała wieża · e1 – Biały król | 3 |
| 2 | e8 – Biała wieża · e1 – Biały król | e8 – Biała wieża · e1 – Biały król | e8 – Biała wieża · e1 – Biały król | e8 – Biała wieża · e1 – Biały król | e8 – Biała wieża · e1 – Biały król | e8 – Biała wieża · e1 – Biały król | e8 – Biała wieża · e1 – Biały król | e8 – Biała wieża · e1 – Biały król | 2 |
| 1 | e8 – Biała wieża · e1 – Biały król | e8 – Biała wieża · e1 – Biały król | e8 – Biała wieża · e1 – Biały król | e8 – Biała wieża · e1 – Biały król | e8 – Biała wieża · e1 – Biały król | e8 – Biała wieża · e1 – Biały król | e8 – Biała wieża · e1 – Biały król | e8 – Biała wieża · e1 – Biały król | 1 |
|   | a                                  | b                                  | c                                  | d                                  | e                                  | f                                  | g                                  | h                                  |   |

|   | a                                  | b                                  | c                                  | d                                  | e                                  | f                                  | g                                  | h                                  |   |
| 8 | e3 – Biały król · e2 – Biała wieża | e3 – Biały król · e2 – Biała wieża | e3 – Biały król · e2 – Biała wieża | e3 – Biały król · e2 – Biała wieża | e3 – Biały król · e2 – Biała wieża | e3 – Biały król · e2 – Biała wieża | e3 – Biały król · e2 – Biała wieża | e3 – Biały król · e2 – Biała wieża | 8 |
| 7 | e3 – Biały król · e2 – Biała wieża | e3 – Biały król · e2 – Biała wieża | e3 – Biały król · e2 – Biała wieża | e3 – Biały król · e2 – Biała wieża | e3 – Biały król · e2 – Biała wieża | e3 – Biały król · e2 – Biała wieża | e3 – Biały król · e2 – Biała wieża | e3 – Biały król · e2 – Biała wieża | 7 |
| 6 | e3 – Biały król · e2 – Biała wieża | e3 – Biały król · e2 – Biała wieża | e3 – Biały król · e2 – Biała wieża | e3 – Biały król · e2 – Biała wieża | e3 – Biały król · e2 – Biała wieża | e3 – Biały król · e2 – Biała wieża | e3 – Biały król · e2 – Biała wieża | e3 – Biały król · e2 – Biała wieża | 6 |
| 5 | e3 – Biały król · e2 – Biała wieża | e3 – Biały król · e2 – Biała wieża | e3 – Biały król · e2 – Biała wieża | e3 – Biały król · e2 – Biała wieża | e3 – Biały król · e2 – Biała wieża | e3 – Biały król · e2 – Biała wieża | e3 – Biały król · e2 – Biała wieża | e3 – Biały król · e2 – Biała wieża | 5 |
| 4 | e3 – Biały król · e2 – Biała wieża | e3 – Biały król · e2 – Biała wieża | e3 – Biały król · e2 – Biała wieża | e3 – Biały król · e2 – Biała wieża | e3 – Biały król · e2 – Biała wieża | e3 – Biały król · e2 – Biała wieża | e3 – Biały król · e2 – Biała wieża | e3 – Biały król · e2 – Biała wieża | 4 |
| 3 | e3 – Biały król · e2 – Biała wieża | e3 – Biały król · e2 – Biała wieża | e3 – Biały król · e2 – Biała wieża | e3 – Biały król · e2 – Biała wieża | e3 – Biały król · e2 – Biała wieża | e3 – Biały król · e2 – Biała wieża | e3 – Biały król · e2 – Biała wieża | e3 – Biały król · e2 – Biała wieża | 3 |
| 2 | e3 – Biały król · e2 – Biała wieża | e3 – Biały król · e2 – Biała wieża | e3 – Biały król · e2 – Biała wieża | e3 – Biały król · e2 – Biała wieża | e3 – Biały król · e2 – Biała wieża | e3 – Biały król · e2 – Biała wieża | e3 – Biały król · e2 – Biała wieża | e3 – Biały król · e2 – Biała wieża | 2 |
| 1 | e3 – Biały król · e2 – Biała wieża | e3 – Biały król · e2 – Biała wieża | e3 – Biały król · e2 – Biała wieża | e3 – Biały król · e2 – Biała wieża | e3 – Biały król · e2 – Biała wieża | e3 – Biały król · e2 – Biała wieża | e3 – Biały król · e2 – Biała wieża | e3 – Biały król · e2 – Biała wieża | 1 |
|   | a                                  | b                                  | c                                  | d                                  | e                                  | f                                  | g                                  | h                                  |   |

|   | a | b | c | d | e | f | g | h |   |
| 8 | a8 – Czarna wieża · b8 – Czarny skoczek · e8 – Czarny skoczek · f8 – Biały skoczek · h8 – Czarny hetman · c7 – Czarny goniec · f7 – Biały pionek · d6 – Czarny pionek · f6 – Biały goniec · h6 – Czarny pionek · a5 – Czarny pionek · c5 – Biały pionek · f5 – Biały pionek · a3 – Czarna wieża · b3 – Czarny pionek · a2 – Czarny goniec · b2 – Czarny pionek · c1 – Czarny król · e1 – Biały król · f1 – Biała wieża | a8 – Czarna wieża · b8 – Czarny skoczek · e8 – Czarny skoczek · f8 – Biały skoczek · h8 – Czarny hetman · c7 – Czarny goniec · f7 – Biały pionek · d6 – Czarny pionek · f6 – Biały goniec · h6 – Czarny pionek · a5 – Czarny pionek · c5 – Biały pionek · f5 – Biały pionek · a3 – Czarna wieża · b3 – Czarny pionek · a2 – Czarny goniec · b2 – Czarny pionek · c1 – Czarny król · e1 – Biały król · f1 – Biała wieża | a8 – Czarna wieża · b8 – Czarny skoczek · e8 – Czarny skoczek · f8 – Biały skoczek · h8 – Czarny hetman · c7 – Czarny goniec · f7 – Biały pionek · d6 – Czarny pionek · f6 – Biały goniec · h6 – Czarny pionek · a5 – Czarny pionek · c5 – Biały pionek · f5 – Biały pionek · a3 – Czarna wieża · b3 – Czarny pionek · a2 – Czarny goniec · b2 – Czarny pionek · c1 – Czarny król · e1 – Biały król · f1 – Biała wieża | a8 – Czarna wieża · b8 – Czarny skoczek · e8 – Czarny skoczek · f8 – Biały skoczek · h8 – Czarny hetman · c7 – Czarny goniec · f7 – Biały pionek · d6 – Czarny pionek · f6 – Biały goniec · h6 – Czarny pionek · a5 – Czarny pionek · c5 – Biały pionek · f5 – Biały pionek · a3 – Czarna wieża · b3 – Czarny pionek · a2 – Czarny goniec · b2 – Czarny pionek · c1 – Czarny król · e1 – Biały król · f1 – Biała wieża | a8 – Czarna wieża · b8 – Czarny skoczek · e8 – Czarny skoczek · f8 – Biały skoczek · h8 – Czarny hetman · c7 – Czarny goniec · f7 – Biały pionek · d6 – Czarny pionek · f6 – Biały goniec · h6 – Czarny pionek · a5 – Czarny pionek · c5 – Biały pionek · f5 – Biały pionek · a3 – Czarna wieża · b3 – Czarny pionek · a2 – Czarny goniec · b2 – Czarny pionek · c1 – Czarny król · e1 – Biały król · f1 – Biała wieża | a8 – Czarna wieża · b8 – Czarny skoczek · e8 – Czarny skoczek · f8 – Biały skoczek · h8 – Czarny hetman · c7 – Czarny goniec · f7 – Biały pionek · d6 – Czarny pionek · f6 – Biały goniec · h6 – Czarny pionek · a5 – Czarny pionek · c5 – Biały pionek · f5 – Biały pionek · a3 – Czarna wieża · b3 – Czarny pionek · a2 – Czarny goniec · b2 – Czarny pionek · c1 – Czarny król · e1 – Biały król · f1 – Biała wieża | a8 – Czarna wieża · b8 – Czarny skoczek · e8 – Czarny skoczek · f8 – Biały skoczek · h8 – Czarny hetman · c7 – Czarny goniec · f7 – Biały pionek · d6 – Czarny pionek · f6 – Biały goniec · h6 – Czarny pionek · a5 – Czarny pionek · c5 – Biały pionek · f5 – Biały pionek · a3 – Czarna wieża · b3 – Czarny pionek · a2 – Czarny goniec · b2 – Czarny pionek · c1 – Czarny król · e1 – Biały król · f1 – Biała wieża | a8 – Czarna wieża · b8 – Czarny skoczek · e8 – Czarny skoczek · f8 – Biały skoczek · h8 – Czarny hetman · c7 – Czarny goniec · f7 – Biały pionek · d6 – Czarny pionek · f6 – Biały goniec · h6 – Czarny pionek · a5 – Czarny pionek · c5 – Biały pionek · f5 – Biały pionek · a3 – Czarna wieża · b3 – Czarny pionek · a2 – Czarny goniec · b2 – Czarny pionek · c1 – Czarny król · e1 – Biały król · f1 – Biała wieża | 8 |
| 7 | a8 – Czarna wieża · b8 – Czarny skoczek · e8 – Czarny skoczek · f8 – Biały skoczek · h8 – Czarny hetman · c7 – Czarny goniec · f7 – Biały pionek · d6 – Czarny pionek · f6 – Biały goniec · h6 – Czarny pionek · a5 – Czarny pionek · c5 – Biały pionek · f5 – Biały pionek · a3 – Czarna wieża · b3 – Czarny pionek · a2 – Czarny goniec · b2 – Czarny pionek · c1 – Czarny król · e1 – Biały król · f1 – Biała wieża | a8 – Czarna wieża · b8 – Czarny skoczek · e8 – Czarny skoczek · f8 – Biały skoczek · h8 – Czarny hetman · c7 – Czarny goniec · f7 – Biały pionek · d6 – Czarny pionek · f6 – Biały goniec · h6 – Czarny pionek · a5 – Czarny pionek · c5 – Biały pionek · f5 – Biały pionek · a3 – Czarna wieża · b3 – Czarny pionek · a2 – Czarny goniec · b2 – Czarny pionek · c1 – Czarny król · e1 – Biały król · f1 – Biała wieża | a8 – Czarna wieża · b8 – Czarny skoczek · e8 – Czarny skoczek · f8 – Biały skoczek · h8 – Czarny hetman · c7 – Czarny goniec · f7 – Biały pionek · d6 – Czarny pionek · f6 – Biały goniec · h6 – Czarny pionek · a5 – Czarny pionek · c5 – Biały pionek · f5 – Biały pionek · a3 – Czarna wieża · b3 – Czarny pionek · a2 – Czarny goniec · b2 – Czarny pionek · c1 – Czarny król · e1 – Biały król · f1 – Biała wieża | a8 – Czarna wieża · b8 – Czarny skoczek · e8 – Czarny skoczek · f8 – Biały skoczek · h8 – Czarny hetman · c7 – Czarny goniec · f7 – Biały pionek · d6 – Czarny pionek · f6 – Biały goniec · h6 – Czarny pionek · a5 – Czarny pionek · c5 – Biały pionek · f5 – Biały pionek · a3 – Czarna wieża · b3 – Czarny pionek · a2 – Czarny goniec · b2 – Czarny pionek · c1 – Czarny król · e1 – Biały król · f1 – Biała wieża | a8 – Czarna wieża · b8 – Czarny skoczek · e8 – Czarny skoczek · f8 – Biały skoczek · h8 – Czarny hetman · c7 – Czarny goniec · f7 – Biały pionek · d6 – Czarny pionek · f6 – Biały goniec · h6 – Czarny pionek · a5 – Czarny pionek · c5 – Biały pionek · f5 – Biały pionek · a3 – Czarna wieża · b3 – Czarny pionek · a2 – Czarny goniec · b2 – Czarny pionek · c1 – Czarny król · e1 – Biały król · f1 – Biała wieża | a8 – Czarna wieża · b8 – Czarny skoczek · e8 – Czarny skoczek · f8 – Biały skoczek · h8 – Czarny hetman · c7 – Czarny goniec · f7 – Biały pionek · d6 – Czarny pionek · f6 – Biały goniec · h6 – Czarny pionek · a5 – Czarny pionek · c5 – Biały pionek · f5 – Biały pionek · a3 – Czarna wieża · b3 – Czarny pionek · a2 – Czarny goniec · b2 – Czarny pionek · c1 – Czarny król · e1 – Biały król · f1 – Biała wieża | a8 – Czarna wieża · b8 – Czarny skoczek · e8 – Czarny skoczek · f8 – Biały skoczek · h8 – Czarny hetman · c7 – Czarny goniec · f7 – Biały pionek · d6 – Czarny pionek · f6 – Biały goniec · h6 – Czarny pionek · a5 – Czarny pionek · c5 – Biały pionek · f5 – Biały pionek · a3 – Czarna wieża · b3 – Czarny pionek · a2 – Czarny goniec · b2 – Czarny pionek · c1 – Czarny król · e1 – Biały król · f1 – Biała wieża | a8 – Czarna wieża · b8 – Czarny skoczek · e8 – Czarny skoczek · f8 – Biały skoczek · h8 – Czarny hetman · c7 – Czarny goniec · f7 – Biały pionek · d6 – Czarny pionek · f6 – Biały goniec · h6 – Czarny pionek · a5 – Czarny pionek · c5 – Biały pionek · f5 – Biały pionek · a3 – Czarna wieża · b3 – Czarny pionek · a2 – Czarny goniec · b2 – Czarny pionek · c1 – Czarny król · e1 – Biały król · f1 – Biała wieża | 7 |
| 6 | a8 – Czarna wieża · b8 – Czarny skoczek · e8 – Czarny skoczek · f8 – Biały skoczek · h8 – Czarny hetman · c7 – Czarny goniec · f7 – Biały pionek · d6 – Czarny pionek · f6 – Biały goniec · h6 – Czarny pionek · a5 – Czarny pionek · c5 – Biały pionek · f5 – Biały pionek · a3 – Czarna wieża · b3 – Czarny pionek · a2 – Czarny goniec · b2 – Czarny pionek · c1 – Czarny król · e1 – Biały król · f1 – Biała wieża | a8 – Czarna wieża · b8 – Czarny skoczek · e8 – Czarny skoczek · f8 – Biały skoczek · h8 – Czarny hetman · c7 – Czarny goniec · f7 – Biały pionek · d6 – Czarny pionek · f6 – Biały goniec · h6 – Czarny pionek · a5 – Czarny pionek · c5 – Biały pionek · f5 – Biały pionek · a3 – Czarna wieża · b3 – Czarny pionek · a2 – Czarny goniec · b2 – Czarny pionek · c1 – Czarny król · e1 – Biały król · f1 – Biała wieża | a8 – Czarna wieża · b8 – Czarny skoczek · e8 – Czarny skoczek · f8 – Biały skoczek · h8 – Czarny hetman · c7 – Czarny goniec · f7 – Biały pionek · d6 – Czarny pionek · f6 – Biały goniec · h6 – Czarny pionek · a5 – Czarny pionek · c5 – Biały pionek · f5 – Biały pionek · a3 – Czarna wieża · b3 – Czarny pionek · a2 – Czarny goniec · b2 – Czarny pionek · c1 – Czarny król · e1 – Biały król · f1 – Biała wieża | a8 – Czarna wieża · b8 – Czarny skoczek · e8 – Czarny skoczek · f8 – Biały skoczek · h8 – Czarny hetman · c7 – Czarny goniec · f7 – Biały pionek · d6 – Czarny pionek · f6 – Biały goniec · h6 – Czarny pionek · a5 – Czarny pionek · c5 – Biały pionek · f5 – Biały pionek · a3 – Czarna wieża · b3 – Czarny pionek · a2 – Czarny goniec · b2 – Czarny pionek · c1 – Czarny król · e1 – Biały król · f1 – Biała wieża | a8 – Czarna wieża · b8 – Czarny skoczek · e8 – Czarny skoczek · f8 – Biały skoczek · h8 – Czarny hetman · c7 – Czarny goniec · f7 – Biały pionek · d6 – Czarny pionek · f6 – Biały goniec · h6 – Czarny pionek · a5 – Czarny pionek · c5 – Biały pionek · f5 – Biały pionek · a3 – Czarna wieża · b3 – Czarny pionek · a2 – Czarny goniec · b2 – Czarny pionek · c1 – Czarny król · e1 – Biały król · f1 – Biała wieża | a8 – Czarna wieża · b8 – Czarny skoczek · e8 – Czarny skoczek · f8 – Biały skoczek · h8 – Czarny hetman · c7 – Czarny goniec · f7 – Biały pionek · d6 – Czarny pionek · f6 – Biały goniec · h6 – Czarny pionek · a5 – Czarny pionek · c5 – Biały pionek · f5 – Biały pionek · a3 – Czarna wieża · b3 – Czarny pionek · a2 – Czarny goniec · b2 – Czarny pionek · c1 – Czarny król · e1 – Biały król · f1 – Biała wieża | a8 – Czarna wieża · b8 – Czarny skoczek · e8 – Czarny skoczek · f8 – Biały skoczek · h8 – Czarny hetman · c7 – Czarny goniec · f7 – Biały pionek · d6 – Czarny pionek · f6 – Biały goniec · h6 – Czarny pionek · a5 – Czarny pionek · c5 – Biały pionek · f5 – Biały pionek · a3 – Czarna wieża · b3 – Czarny pionek · a2 – Czarny goniec · b2 – Czarny pionek · c1 – Czarny król · e1 – Biały król · f1 – Biała wieża | a8 – Czarna wieża · b8 – Czarny skoczek · e8 – Czarny skoczek · f8 – Biały skoczek · h8 – Czarny hetman · c7 – Czarny goniec · f7 – Biały pionek · d6 – Czarny pionek · f6 – Biały goniec · h6 – Czarny pionek · a5 – Czarny pionek · c5 – Biały pionek · f5 – Biały pionek · a3 – Czarna wieża · b3 – Czarny pionek · a2 – Czarny goniec · b2 – Czarny pionek · c1 – Czarny król · e1 – Biały król · f1 – Biała wieża | 6 |
| 5 | a8 – Czarna wieża · b8 – Czarny skoczek · e8 – Czarny skoczek · f8 – Biały skoczek · h8 – Czarny hetman · c7 – Czarny goniec · f7 – Biały pionek · d6 – Czarny pionek · f6 – Biały goniec · h6 – Czarny pionek · a5 – Czarny pionek · c5 – Biały pionek · f5 – Biały pionek · a3 – Czarna wieża · b3 – Czarny pionek · a2 – Czarny goniec · b2 – Czarny pionek · c1 – Czarny król · e1 – Biały król · f1 – Biała wieża | a8 – Czarna wieża · b8 – Czarny skoczek · e8 – Czarny skoczek · f8 – Biały skoczek · h8 – Czarny hetman · c7 – Czarny goniec · f7 – Biały pionek · d6 – Czarny pionek · f6 – Biały goniec · h6 – Czarny pionek · a5 – Czarny pionek · c5 – Biały pionek · f5 – Biały pionek · a3 – Czarna wieża · b3 – Czarny pionek · a2 – Czarny goniec · b2 – Czarny pionek · c1 – Czarny król · e1 – Biały król · f1 – Biała wieża | a8 – Czarna wieża · b8 – Czarny skoczek · e8 – Czarny skoczek · f8 – Biały skoczek · h8 – Czarny hetman · c7 – Czarny goniec · f7 – Biały pionek · d6 – Czarny pionek · f6 – Biały goniec · h6 – Czarny pionek · a5 – Czarny pionek · c5 – Biały pionek · f5 – Biały pionek · a3 – Czarna wieża · b3 – Czarny pionek · a2 – Czarny goniec · b2 – Czarny pionek · c1 – Czarny król · e1 – Biały król · f1 – Biała wieża | a8 – Czarna wieża · b8 – Czarny skoczek · e8 – Czarny skoczek · f8 – Biały skoczek · h8 – Czarny hetman · c7 – Czarny goniec · f7 – Biały pionek · d6 – Czarny pionek · f6 – Biały goniec · h6 – Czarny pionek · a5 – Czarny pionek · c5 – Biały pionek · f5 – Biały pionek · a3 – Czarna wieża · b3 – Czarny pionek · a2 – Czarny goniec · b2 – Czarny pionek · c1 – Czarny król · e1 – Biały król · f1 – Biała wieża | a8 – Czarna wieża · b8 – Czarny skoczek · e8 – Czarny skoczek · f8 – Biały skoczek · h8 – Czarny hetman · c7 – Czarny goniec · f7 – Biały pionek · d6 – Czarny pionek · f6 – Biały goniec · h6 – Czarny pionek · a5 – Czarny pionek · c5 – Biały pionek · f5 – Biały pionek · a3 – Czarna wieża · b3 – Czarny pionek · a2 – Czarny goniec · b2 – Czarny pionek · c1 – Czarny król · e1 – Biały król · f1 – Biała wieża | a8 – Czarna wieża · b8 – Czarny skoczek · e8 – Czarny skoczek · f8 – Biały skoczek · h8 – Czarny hetman · c7 – Czarny goniec · f7 – Biały pionek · d6 – Czarny pionek · f6 – Biały goniec · h6 – Czarny pionek · a5 – Czarny pionek · c5 – Biały pionek · f5 – Biały pionek · a3 – Czarna wieża · b3 – Czarny pionek · a2 – Czarny goniec · b2 – Czarny pionek · c1 – Czarny król · e1 – Biały król · f1 – Biała wieża | a8 – Czarna wieża · b8 – Czarny skoczek · e8 – Czarny skoczek · f8 – Biały skoczek · h8 – Czarny hetman · c7 – Czarny goniec · f7 – Biały pionek · d6 – Czarny pionek · f6 – Biały goniec · h6 – Czarny pionek · a5 – Czarny pionek · c5 – Biały pionek · f5 – Biały pionek · a3 – Czarna wieża · b3 – Czarny pionek · a2 – Czarny goniec · b2 – Czarny pionek · c1 – Czarny król · e1 – Biały król · f1 – Biała wieża | a8 – Czarna wieża · b8 – Czarny skoczek · e8 – Czarny skoczek · f8 – Biały skoczek · h8 – Czarny hetman · c7 – Czarny goniec · f7 – Biały pionek · d6 – Czarny pionek · f6 – Biały goniec · h6 – Czarny pionek · a5 – Czarny pionek · c5 – Biały pionek · f5 – Biały pionek · a3 – Czarna wieża · b3 – Czarny pionek · a2 – Czarny goniec · b2 – Czarny pionek · c1 – Czarny król · e1 – Biały król · f1 – Biała wieża | 5 |
| 4 | a8 – Czarna wieża · b8 – Czarny skoczek · e8 – Czarny skoczek · f8 – Biały skoczek · h8 – Czarny hetman · c7 – Czarny goniec · f7 – Biały pionek · d6 – Czarny pionek · f6 – Biały goniec · h6 – Czarny pionek · a5 – Czarny pionek · c5 – Biały pionek · f5 – Biały pionek · a3 – Czarna wieża · b3 – Czarny pionek · a2 – Czarny goniec · b2 – Czarny pionek · c1 – Czarny król · e1 – Biały król · f1 – Biała wieża | a8 – Czarna wieża · b8 – Czarny skoczek · e8 – Czarny skoczek · f8 – Biały skoczek · h8 – Czarny hetman · c7 – Czarny goniec · f7 – Biały pionek · d6 – Czarny pionek · f6 – Biały goniec · h6 – Czarny pionek · a5 – Czarny pionek · c5 – Biały pionek · f5 – Biały pionek · a3 – Czarna wieża · b3 – Czarny pionek · a2 – Czarny goniec · b2 – Czarny pionek · c1 – Czarny król · e1 – Biały król · f1 – Biała wieża | a8 – Czarna wieża · b8 – Czarny skoczek · e8 – Czarny skoczek · f8 – Biały skoczek · h8 – Czarny hetman · c7 – Czarny goniec · f7 – Biały pionek · d6 – Czarny pionek · f6 – Biały goniec · h6 – Czarny pionek · a5 – Czarny pionek · c5 – Biały pionek · f5 – Biały pionek · a3 – Czarna wieża · b3 – Czarny pionek · a2 – Czarny goniec · b2 – Czarny pionek · c1 – Czarny król · e1 – Biały król · f1 – Biała wieża | a8 – Czarna wieża · b8 – Czarny skoczek · e8 – Czarny skoczek · f8 – Biały skoczek · h8 – Czarny hetman · c7 – Czarny goniec · f7 – Biały pionek · d6 – Czarny pionek · f6 – Biały goniec · h6 – Czarny pionek · a5 – Czarny pionek · c5 – Biały pionek · f5 – Biały pionek · a3 – Czarna wieża · b3 – Czarny pionek · a2 – Czarny goniec · b2 – Czarny pionek · c1 – Czarny król · e1 – Biały król · f1 – Biała wieża | a8 – Czarna wieża · b8 – Czarny skoczek · e8 – Czarny skoczek · f8 – Biały skoczek · h8 – Czarny hetman · c7 – Czarny goniec · f7 – Biały pionek · d6 – Czarny pionek · f6 – Biały goniec · h6 – Czarny pionek · a5 – Czarny pionek · c5 – Biały pionek · f5 – Biały pionek · a3 – Czarna wieża · b3 – Czarny pionek · a2 – Czarny goniec · b2 – Czarny pionek · c1 – Czarny król · e1 – Biały król · f1 – Biała wieża | a8 – Czarna wieża · b8 – Czarny skoczek · e8 – Czarny skoczek · f8 – Biały skoczek · h8 – Czarny hetman · c7 – Czarny goniec · f7 – Biały pionek · d6 – Czarny pionek · f6 – Biały goniec · h6 – Czarny pionek · a5 – Czarny pionek · c5 – Biały pionek · f5 – Biały pionek · a3 – Czarna wieża · b3 – Czarny pionek · a2 – Czarny goniec · b2 – Czarny pionek · c1 – Czarny król · e1 – Biały król · f1 – Biała wieża | a8 – Czarna wieża · b8 – Czarny skoczek · e8 – Czarny skoczek · f8 – Biały skoczek · h8 – Czarny hetman · c7 – Czarny goniec · f7 – Biały pionek · d6 – Czarny pionek · f6 – Biały goniec · h6 – Czarny pionek · a5 – Czarny pionek · c5 – Biały pionek · f5 – Biały pionek · a3 – Czarna wieża · b3 – Czarny pionek · a2 – Czarny goniec · b2 – Czarny pionek · c1 – Czarny król · e1 – Biały król · f1 – Biała wieża | a8 – Czarna wieża · b8 – Czarny skoczek · e8 – Czarny skoczek · f8 – Biały skoczek · h8 – Czarny hetman · c7 – Czarny goniec · f7 – Biały pionek · d6 – Czarny pionek · f6 – Biały goniec · h6 – Czarny pionek · a5 – Czarny pionek · c5 – Biały pionek · f5 – Biały pionek · a3 – Czarna wieża · b3 – Czarny pionek · a2 – Czarny goniec · b2 – Czarny pionek · c1 – Czarny król · e1 – Biały król · f1 – Biała wieża | 4 |
| 3 | a8 – Czarna wieża · b8 – Czarny skoczek · e8 – Czarny skoczek · f8 – Biały skoczek · h8 – Czarny hetman · c7 – Czarny goniec · f7 – Biały pionek · d6 – Czarny pionek · f6 – Biały goniec · h6 – Czarny pionek · a5 – Czarny pionek · c5 – Biały pionek · f5 – Biały pionek · a3 – Czarna wieża · b3 – Czarny pionek · a2 – Czarny goniec · b2 – Czarny pionek · c1 – Czarny król · e1 – Biały król · f1 – Biała wieża | a8 – Czarna wieża · b8 – Czarny skoczek · e8 – Czarny skoczek · f8 – Biały skoczek · h8 – Czarny hetman · c7 – Czarny goniec · f7 – Biały pionek · d6 – Czarny pionek · f6 – Biały goniec · h6 – Czarny pionek · a5 – Czarny pionek · c5 – Biały pionek · f5 – Biały pionek · a3 – Czarna wieża · b3 – Czarny pionek · a2 – Czarny goniec · b2 – Czarny pionek · c1 – Czarny król · e1 – Biały król · f1 – Biała wieża | a8 – Czarna wieża · b8 – Czarny skoczek · e8 – Czarny skoczek · f8 – Biały skoczek · h8 – Czarny hetman · c7 – Czarny goniec · f7 – Biały pionek · d6 – Czarny pionek · f6 – Biały goniec · h6 – Czarny pionek · a5 – Czarny pionek · c5 – Biały pionek · f5 – Biały pionek · a3 – Czarna wieża · b3 – Czarny pionek · a2 – Czarny goniec · b2 – Czarny pionek · c1 – Czarny król · e1 – Biały król · f1 – Biała wieża | a8 – Czarna wieża · b8 – Czarny skoczek · e8 – Czarny skoczek · f8 – Biały skoczek · h8 – Czarny hetman · c7 – Czarny goniec · f7 – Biały pionek · d6 – Czarny pionek · f6 – Biały goniec · h6 – Czarny pionek · a5 – Czarny pionek · c5 – Biały pionek · f5 – Biały pionek · a3 – Czarna wieża · b3 – Czarny pionek · a2 – Czarny goniec · b2 – Czarny pionek · c1 – Czarny król · e1 – Biały król · f1 – Biała wieża | a8 – Czarna wieża · b8 – Czarny skoczek · e8 – Czarny skoczek · f8 – Biały skoczek · h8 – Czarny hetman · c7 – Czarny goniec · f7 – Biały pionek · d6 – Czarny pionek · f6 – Biały goniec · h6 – Czarny pionek · a5 – Czarny pionek · c5 – Biały pionek · f5 – Biały pionek · a3 – Czarna wieża · b3 – Czarny pionek · a2 – Czarny goniec · b2 – Czarny pionek · c1 – Czarny król · e1 – Biały król · f1 – Biała wieża | a8 – Czarna wieża · b8 – Czarny skoczek · e8 – Czarny skoczek · f8 – Biały skoczek · h8 – Czarny hetman · c7 – Czarny goniec · f7 – Biały pionek · d6 – Czarny pionek · f6 – Biały goniec · h6 – Czarny pionek · a5 – Czarny pionek · c5 – Biały pionek · f5 – Biały pionek · a3 – Czarna wieża · b3 – Czarny pionek · a2 – Czarny goniec · b2 – Czarny pionek · c1 – Czarny król · e1 – Biały król · f1 – Biała wieża | a8 – Czarna wieża · b8 – Czarny skoczek · e8 – Czarny skoczek · f8 – Biały skoczek · h8 – Czarny hetman · c7 – Czarny goniec · f7 – Biały pionek · d6 – Czarny pionek · f6 – Biały goniec · h6 – Czarny pionek · a5 – Czarny pionek · c5 – Biały pionek · f5 – Biały pionek · a3 – Czarna wieża · b3 – Czarny pionek · a2 – Czarny goniec · b2 – Czarny pionek · c1 – Czarny król · e1 – Biały król · f1 – Biała wieża | a8 – Czarna wieża · b8 – Czarny skoczek · e8 – Czarny skoczek · f8 – Biały skoczek · h8 – Czarny hetman · c7 – Czarny goniec · f7 – Biały pionek · d6 – Czarny pionek · f6 – Biały goniec · h6 – Czarny pionek · a5 – Czarny pionek · c5 – Biały pionek · f5 – Biały pionek · a3 – Czarna wieża · b3 – Czarny pionek · a2 – Czarny goniec · b2 – Czarny pionek · c1 – Czarny król · e1 – Biały król · f1 – Biała wieża | 3 |
| 2 | a8 – Czarna wieża · b8 – Czarny skoczek · e8 – Czarny skoczek · f8 – Biały skoczek · h8 – Czarny hetman · c7 – Czarny goniec · f7 – Biały pionek · d6 – Czarny pionek · f6 – Biały goniec · h6 – Czarny pionek · a5 – Czarny pionek · c5 – Biały pionek · f5 – Biały pionek · a3 – Czarna wieża · b3 – Czarny pionek · a2 – Czarny goniec · b2 – Czarny pionek · c1 – Czarny król · e1 – Biały król · f1 – Biała wieża | a8 – Czarna wieża · b8 – Czarny skoczek · e8 – Czarny skoczek · f8 – Biały skoczek · h8 – Czarny hetman · c7 – Czarny goniec · f7 – Biały pionek · d6 – Czarny pionek · f6 – Biały goniec · h6 – Czarny pionek · a5 – Czarny pionek · c5 – Biały pionek · f5 – Biały pionek · a3 – Czarna wieża · b3 – Czarny pionek · a2 – Czarny goniec · b2 – Czarny pionek · c1 – Czarny król · e1 – Biały król · f1 – Biała wieża | a8 – Czarna wieża · b8 – Czarny skoczek · e8 – Czarny skoczek · f8 – Biały skoczek · h8 – Czarny hetman · c7 – Czarny goniec · f7 – Biały pionek · d6 – Czarny pionek · f6 – Biały goniec · h6 – Czarny pionek · a5 – Czarny pionek · c5 – Biały pionek · f5 – Biały pionek · a3 – Czarna wieża · b3 – Czarny pionek · a2 – Czarny goniec · b2 – Czarny pionek · c1 – Czarny król · e1 – Biały król · f1 – Biała wieża | a8 – Czarna wieża · b8 – Czarny skoczek · e8 – Czarny skoczek · f8 – Biały skoczek · h8 – Czarny hetman · c7 – Czarny goniec · f7 – Biały pionek · d6 – Czarny pionek · f6 – Biały goniec · h6 – Czarny pionek · a5 – Czarny pionek · c5 – Biały pionek · f5 – Biały pionek · a3 – Czarna wieża · b3 – Czarny pionek · a2 – Czarny goniec · b2 – Czarny pionek · c1 – Czarny król · e1 – Biały król · f1 – Biała wieża | a8 – Czarna wieża · b8 – Czarny skoczek · e8 – Czarny skoczek · f8 – Biały skoczek · h8 – Czarny hetman · c7 – Czarny goniec · f7 – Biały pionek · d6 – Czarny pionek · f6 – Biały goniec · h6 – Czarny pionek · a5 – Czarny pionek · c5 – Biały pionek · f5 – Biały pionek · a3 – Czarna wieża · b3 – Czarny pionek · a2 – Czarny goniec · b2 – Czarny pionek · c1 – Czarny król · e1 – Biały król · f1 – Biała wieża | a8 – Czarna wieża · b8 – Czarny skoczek · e8 – Czarny skoczek · f8 – Biały skoczek · h8 – Czarny hetman · c7 – Czarny goniec · f7 – Biały pionek · d6 – Czarny pionek · f6 – Biały goniec · h6 – Czarny pionek · a5 – Czarny pionek · c5 – Biały pionek · f5 – Biały pionek · a3 – Czarna wieża · b3 – Czarny pionek · a2 – Czarny goniec · b2 – Czarny pionek · c1 – Czarny król · e1 – Biały król · f1 – Biała wieża | a8 – Czarna wieża · b8 – Czarny skoczek · e8 – Czarny skoczek · f8 – Biały skoczek · h8 – Czarny hetman · c7 – Czarny goniec · f7 – Biały pionek · d6 – Czarny pionek · f6 – Biały goniec · h6 – Czarny pionek · a5 – Czarny pionek · c5 – Biały pionek · f5 – Biały pionek · a3 – Czarna wieża · b3 – Czarny pionek · a2 – Czarny goniec · b2 – Czarny pionek · c1 – Czarny król · e1 – Biały król · f1 – Biała wieża | a8 – Czarna wieża · b8 – Czarny skoczek · e8 – Czarny skoczek · f8 – Biały skoczek · h8 – Czarny hetman · c7 – Czarny goniec · f7 – Biały pionek · d6 – Czarny pionek · f6 – Biały goniec · h6 – Czarny pionek · a5 – Czarny pionek · c5 – Biały pionek · f5 – Biały pionek · a3 – Czarna wieża · b3 – Czarny pionek · a2 – Czarny goniec · b2 – Czarny pionek · c1 – Czarny król · e1 – Biały król · f1 – Biała wieża | 2 |
| 1 | a8 – Czarna wieża · b8 – Czarny skoczek · e8 – Czarny skoczek · f8 – Biały skoczek · h8 – Czarny hetman · c7 – Czarny goniec · f7 – Biały pionek · d6 – Czarny pionek · f6 – Biały goniec · h6 – Czarny pionek · a5 – Czarny pionek · c5 – Biały pionek · f5 – Biały pionek · a3 – Czarna wieża · b3 – Czarny pionek · a2 – Czarny goniec · b2 – Czarny pionek · c1 – Czarny król · e1 – Biały król · f1 – Biała wieża | a8 – Czarna wieża · b8 – Czarny skoczek · e8 – Czarny skoczek · f8 – Biały skoczek · h8 – Czarny hetman · c7 – Czarny goniec · f7 – Biały pionek · d6 – Czarny pionek · f6 – Biały goniec · h6 – Czarny pionek · a5 – Czarny pionek · c5 – Biały pionek · f5 – Biały pionek · a3 – Czarna wieża · b3 – Czarny pionek · a2 – Czarny goniec · b2 – Czarny pionek · c1 – Czarny król · e1 – Biały król · f1 – Biała wieża | a8 – Czarna wieża · b8 – Czarny skoczek · e8 – Czarny skoczek · f8 – Biały skoczek · h8 – Czarny hetman · c7 – Czarny goniec · f7 – Biały pionek · d6 – Czarny pionek · f6 – Biały goniec · h6 – Czarny pionek · a5 – Czarny pionek · c5 – Biały pionek · f5 – Biały pionek · a3 – Czarna wieża · b3 – Czarny pionek · a2 – Czarny goniec · b2 – Czarny pionek · c1 – Czarny król · e1 – Biały król · f1 – Biała wieża | a8 – Czarna wieża · b8 – Czarny skoczek · e8 – Czarny skoczek · f8 – Biały skoczek · h8 – Czarny hetman · c7 – Czarny goniec · f7 – Biały pionek · d6 – Czarny pionek · f6 – Biały goniec · h6 – Czarny pionek · a5 – Czarny pionek · c5 – Biały pionek · f5 – Biały pionek · a3 – Czarna wieża · b3 – Czarny pionek · a2 – Czarny goniec · b2 – Czarny pionek · c1 – Czarny król · e1 – Biały król · f1 – Biała wieża | a8 – Czarna wieża · b8 – Czarny skoczek · e8 – Czarny skoczek · f8 – Biały skoczek · h8 – Czarny hetman · c7 – Czarny goniec · f7 – Biały pionek · d6 – Czarny pionek · f6 – Biały goniec · h6 – Czarny pionek · a5 – Czarny pionek · c5 – Biały pionek · f5 – Biały pionek · a3 – Czarna wieża · b3 – Czarny pionek · a2 – Czarny goniec · b2 – Czarny pionek · c1 – Czarny król · e1 – Biały król · f1 – Biała wieża | a8 – Czarna wieża · b8 – Czarny skoczek · e8 – Czarny skoczek · f8 – Biały skoczek · h8 – Czarny hetman · c7 – Czarny goniec · f7 – Biały pionek · d6 – Czarny pionek · f6 – Biały goniec · h6 – Czarny pionek · a5 – Czarny pionek · c5 – Biały pionek · f5 – Biały pionek · a3 – Czarna wieża · b3 – Czarny pionek · a2 – Czarny goniec · b2 – Czarny pionek · c1 – Czarny król · e1 – Biały król · f1 – Biała wieża | a8 – Czarna wieża · b8 – Czarny skoczek · e8 – Czarny skoczek · f8 – Biały skoczek · h8 – Czarny hetman · c7 – Czarny goniec · f7 – Biały pionek · d6 – Czarny pionek · f6 – Biały goniec · h6 – Czarny pionek · a5 – Czarny pionek · c5 – Biały pionek · f5 – Biały pionek · a3 – Czarna wieża · b3 – Czarny pionek · a2 – Czarny goniec · b2 – Czarny pionek · c1 – Czarny król · e1 – Biały król · f1 – Biała wieża | a8 – Czarna wieża · b8 – Czarny skoczek · e8 – Czarny skoczek · f8 – Biały skoczek · h8 – Czarny hetman · c7 – Czarny goniec · f7 – Biały pionek · d6 – Czarny pionek · f6 – Biały goniec · h6 – Czarny pionek · a5 – Czarny pionek · c5 – Biały pionek · f5 – Biały pionek · a3 – Czarna wieża · b3 – Czarny pionek · a2 – Czarny goniec · b2 – Czarny pionek · c1 – Czarny król · e1 – Biały król · f1 – Biała wieża | 1 |
|   | a | b | c | d | e | f | g | h |   |

## Przykład
Mat w drugim posunięciu (diagram obok; rozpoczynają białe):
1. f:e8=W, dowolny
2. O-O-O-O#